# ジェームズ・チャドウィック
サー・ジェームズ・チャドウィック（Sir James Chadwick, CH, FRS、1891年10月20日 - 1974年7月24日）は、イギリスの物理学者。
1932年に中性子を発見し、これにより1935年にノーベル物理学賞を受賞した。1941年、MAUD報告の最終案を執筆した。これによりアメリカ政府は原爆の研究に真剣に取り組むようになった。第2次世界大戦中にマンハッタン計画に携わったイギリスチームの長であった。1945年、物理学における功績によりイギリスでナイトに叙された。
1911年にマンチェスター・ビクトリア大学を卒業した。そこではアーネスト・ラザフォード（「核物理学の父」として知られる）の下で学んだ。マンチェスターにおいて1913年に修士号を授与されるまでラザフォードの下で研究を続けた。同年、1851年博覧会王立委員会から1851年研究フェローシップを授与された。ベルリンでハンス・ガイガーのもとでベータ放射線を研究することを選択した。ガイガーにより開発されたばかりのガイガーカウンターを使用して、ベータ放射線が連続スペクトルを生成し、それまで考えられていた離散的な線を生成しないことを実証することができた。ヨーロッパで第一次世界大戦が勃発したときまだドイツにいたため、その後の4年間をルーレーベン収容所で過ごした。
第一次世界大戦後、ケンブリッジ大学のキャベンディッシュ研究所にいたラザフォードの下につき、1921年6月にケンブリッジのゴンヴィル・アンド・キーズ・カレッジからラザフォードの指導の下でDoctor of Philosophyを取得した。その後10年以上にわたりキャベンディッシュ研究所でラザフォードの研究助手(assistant director)を務めた。ここは当時物理の研究において世界有数の場所であり、ジョン・コッククロフト、Norman Feather、マーク・オリファントなどの学生を惹きつけた。チャドウィックは中性子の発見に続きその質量を測定した。彼は中性子はがんに対抗する主要な武器になると予想した。1935年にキャベンディッシュ研究所を離れリヴァプール大学の物理学教授となり、古くなっていた実験室をオーバーホールしサイクロトロンを設置することにより、リヴァプール大学を核物理学の重要な研究センターとした。
第二次世界大戦中は、原子爆弾を造るためのチューブ・アロイズ計画の一部として研究を行う一方、自身のマンチェスターの研究室とその周囲はドイツ空軍による爆撃に悩まされた。ケベック協定により自身の計画とアメリカのマンハッタン計画が一緒になると、British Missionに参加しワシントンD.C.とロスアラモス研究所で働いた。自身の努力により計画責任者であるレズリー・グローヴスのほぼ完全な信頼を得て皆を驚かせ、1945年1月1日のNew Year Honoursでナイトに叙された。1945年7月、トリニティ実験を見た。この後に国連原子力委員会のイギリスの科学顧問を務めた。ビッグ・サイエンスに向かう傾向に不快感を覚えたため、ゴンヴィル・アンド・キーズ・カレッジの学寮長となった。その後1959年に退職した。

## 幼年期
1891年10月20日、チェシャーのボリントンで紡績工のJohn Joseph Chadwickと家政婦のAnne Mary Knowlesの長男として生まれる。ジェームズという名前は父方の祖父にちなむ。1895年、両親は母方の祖父母の世話をするために彼を置いてマンチェスターに移った。ボリントンクロス小学校に通いManchester Grammar Schoolに奨学金が出されたが、少額になった授業料さえ支払う余裕が無かったため、家族は断らなくてはならなかった。その代わりにマンチェスターのCentral Grammar School for Boysに通い両親と再会した。2人の弟HarryとHubertがおり、妹もいたが幼くして亡くなっている。16歳のとき、大学の奨学金のための2つの試験を受け、2つとも合格した。
マンチェスター・ビクトリア大学に入学することを選択し、1908年に入学した。数学を勉強するつもりであったが、間違って物理学で入学していた。ほとんどの学生同様自宅に住み毎日4マイル (6.4 km)歩いて通っていた。1年生の終わりに物理学を研究するためのHeginbottom奨学金を授与された。物理学科はアーネスト・ラザフォードが長であり、彼が最終学年の学生に研究プロジェクトを割り当てていた。ラザフォードはチャドウィックに2つの異なる放射線源の放射性エネルギーの量を比較する手法を考案するよう指示した。アイデアは、この量は1グラム (0.035 oz)のラジウムの放射能（キュリーとして知られることになる測定単位）で測定できるというものであった。ラザフォードが提案するアプローチは実行不可能であった（このことはチャドウィックは知っていたがラザフォードに伝えるのを恐れていた）ためチャドウィックは押し進め最終的に必要な手法を考案した。この結果はチャドウィックの最初の論文となり（ラザフォードとの共著）、1912年に発表された。1911年に第1級の栄誉で卒業した。
ガンマ線を測定する手法を考案したチャドウィックは、様々な気体や液体によるガンマ線の吸収の測定に進んだ。この結果を記した論文はチャドウィックの単著で発表された。1912年に理学修士を授与され、Beyer Fellowに任命された。翌年、1851年博覧会奨学金を授与され、ヨーロッパ大陸の大学で研究を行うことができた。1913年、ベルリンのPhysikalisch-Technische Reichsanstaltに行き、ハンス・ガイガーのもとでベータ線の研究をすることを選択した。ガイガーがその直前に開発したガイガーカウンターは以前の写真撮影技術よりも高い精度を提供し、これを用いることでベータ線がそれまで考えられてきたような不連続線を生成せず、特定の領域にピークを持つ連続スペクトルを生成することを実証することができた。アルベルト・アインシュタインはガイガーの研究室を訪ねた際、チャドウィックに「これらのいずれかを説明することはできるが、両方を同時に説明することはできない」と伝えた。連続スペクトルはその後長年にわたり説明の付かない現象であった。
第一次世界大戦が始まったときまだドイツにいたため、ベルリン近くにあるルーレーベン収容所に抑留されたが、そこの厩舎に実験室を設置し、放射性練り歯磨きなどの即席で作った材料を用いて科学実験を行うことが許された。Charles Drummond Ellisの助けをかりて、リンのイオン化と一酸化炭素と塩素の光化学反応に取り組んだ。1918年11月にドイツとの休戦協定が発効したのち釈放され、マンチェスターの実家に戻り1851年博覧委員会に対してそれまで4年間で見つけたものを書き留めた。
ラザフォードからマンチェスター大学の非常勤講師の職を受け、研究を続けることができた。白金、銀、銅の核電荷を考察し、これが1.5%未満の誤差範囲内で原子番号と同じであることを実験的に発見した。1919年4月、ラザフォードがケンブリッジ大学のキャベンディッシュ研究所の所長になり、数か月後にチャドウィックが加わった。1920年にClerk-Maxwell奨学金を授与され、ゴンヴィル・アンド・キーズ・カレッジにDoctor of Philosophy(PhD)の学生として入学した。学位論文の前半は原子番号に関するものであった。後半では原子核内部の力を考察した。学位は1921年6月に授与された。11月にゴンヴィル・アンド・キーズ・カレッジのフェローとなった。

## 研究者として

### ケンブリッジ
Clerk-Maxwell奨学金は1923年に満了し、ロシアの物理学者ピョートル・カピッツァに引き継がれた。科学産業研究部門の諮問委員会の会長(The Chairman of the Advisory Council of the Department of Scientific and Industrial Research)であるWilliam McCormick卿は、チャドウィックがラザフォードの助手(assistant director)になるよう手配をした。この役割において、ラザフォードがPhDの学生を選抜するのを助けた。その後数年間でこの中にジョン・コッククロフト、Norman Feather、マーク・オリファントがおり彼らはチャドウィックと堅い友人になった。多くの学生は何を研究したいか分からなかったため、ラザフォードとチャドウィックはトピックを提案した。また、研究室で作られた全ての論文の編集を行った。

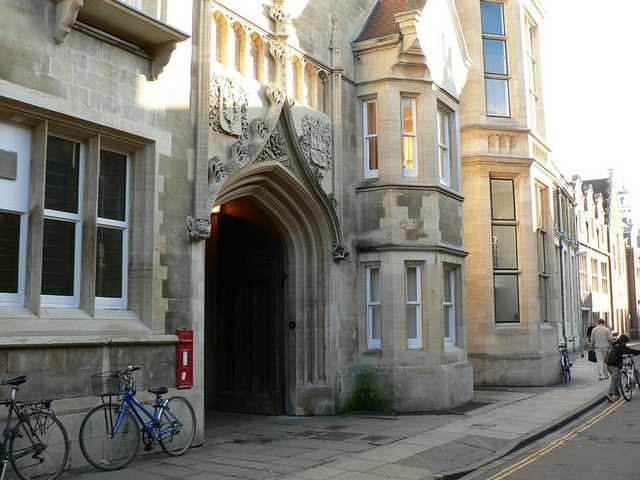
キャベンディッシュ研究所は物理学の優れた発見のいくつかの故郷である。ここは1874年にデヴォンシャー公爵（キャベンディッシュは彼の姓）により設立され、最初の教授はジェームズ・クラーク・マクスウェルであった。

1925年、リバプールの株式仲買人の娘であるAileen Stewart-Brownと出会った。2人はカピッツァをベストマンとして1925年8月に結婚した。1927年2月に双子の娘TJoannaとJudithが誕生した。
研究においては原子核の調査を続けた。1925年、スピンの概念により物理学者たちはゼーマン効果を説明することができたが、説明できない異常も生み出した。当時、原子核は陽子と電子で成ると考えられていたため、例えば質量数14の窒素原子核には14個の陽子と7個の電子が含まれていると推測されていた。これにより正しい質量と電荷が与えられたが、スピンは間違っていた。
1928年にケンブリッジで行われたベータ粒子とガンマ線に関する会議において、ガイガーと再会した。ガイガーは彼のポスドク学生ヴァルター・ミュラーにより改良されたガイガーカウンターの新たなモデルをチャドウィックに持ってきた。チャドウィックは戦争以来使っておらず、新たなガイガーミュラーカウンターはケンブリッジで使っている、観察のときに人の目頼みのシンチレーション技術を大幅に改善する可能性があった。これの主な欠点は、アルファ、ベータ、ガンマ線やラジウムを検出するところであった。ラジウムはキャベンディッシュ研究所で普通に使っており3つ全てが放射されていたためチャドウィックが考えていたものには適さなかった。しかし、ポロニウムはアルファ放射体であり、リーゼ・マイトナーがチャドウィックにドイツから約2ミリキュリー(約0.5 μg)を送った。
ドイツではヴァルター・ボーテとその学生Herbert Beckerがポロニウムを用いてベリリウムにアルファ粒子を衝突させ普通ではない形の放射線を発生させていた。チャドウィックはオーストラリアの1851年博覧会教授(Exhibition scholar)Hugh Websterに彼らの結果を複写させた。チャドウィックにとってこれは彼とラザフォードが何年もの間仮説を立ててきた何か、電荷を持たない理論的な核粒子、中性子の証拠であった。1932年1月、Featherはチャドウィックの注目先を他の驚くべき結果に向けた。フレデリックとイレーヌ・ジョリオ＝キュリーはポロニウムとベリリウムをガンマ線と考えられるものの源として用いパラフィンワックスから陽子を放出させることに成功した。この結果にラザフォードとチャドウィックは合意しなかった。陽子はそれにしては重過ぎるのである。しかし、中性子は同じ効果を発揮するのに少ないエネルギーしか必要としない。ローマでは、エットーレ・マヨラナも同じ結論に達していた。ジョリオ＝キュリー夫妻は中性子を発見していたものの、それが分からなかった。
チャドウィックは他の全ての責務を放棄し、中性子の存在を証明することに集中し、Featherに助けられながら頻繁に夜遅くまで働いた。ポロニウム源とベリリウムのターゲットを含むシリンダーからなる単純な装置を考案した。結果生じる放射線はパラフィンワックスなどの材料に向けられる。置換された粒子（陽子であった）はオシロスコープで検出できる小さな電離箱に入る。

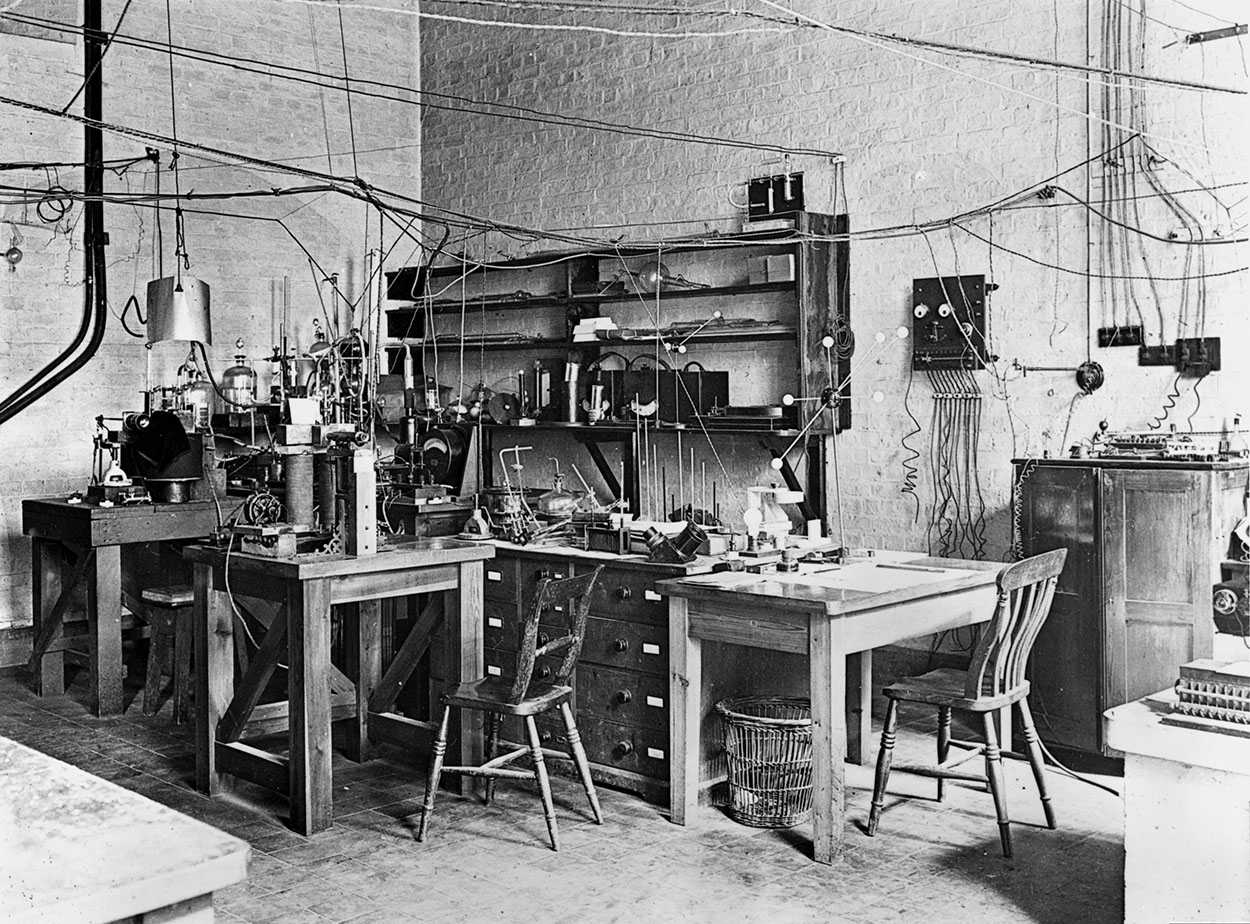
アーネスト・ラザフォード卿の実験室

1932年2月、わずか2週間行った中性子の実験の後、チャドウィックは"Possible Existence of a Neutron"（「中性子の存在可能性」）というタイトルのレターをNatureへ送った。5月に"The Existence of a Neutron"（「中性子の存在」）というタイトルの論説を王立協会紀要に送り自身の発見を詳細に伝えた。この中性子の発見は、原子核を理解するうえでマイルストーンとなる出来事であった。ロバート・バッチャーとエドワード・コンドンはチャドウィックの論文を読むと、中性子が1/2のスピンを持ち窒素原子核が7個の陽子と7個の中性子からなる場合、窒素のスピンのような当時の理論の例外が解決されることに気づいた。
理論物理学者のニールス・ボーアとヴェルナー・ハイゼンベルクは中性子が陽子と電子のペアではなく、陽子や電子のような基本的な核子であるかどうかを考察した。ハイゼンベルクは中性子が新たな核子として最も良く説明されることを示したが、正確な性質は不明のままであった。チャドウィックは1933年のBakerian Medal受賞講演において、中性子の質量を約1.0067 uと推定した。陽子と電子を合わせた質量は1.0078 uであるため、このことは陽子-電子複合物としての中性子は約2 MeVの結合エネルギーを持つことを含み、妥当と思われた。ただし結合エネルギーが非常に小さい粒子がどのように安定しているかを理解するのは困難なことであった。このような小さい質量差を推定するには精緻な測定に挑戦する必要があり、1933-4年にいくつかの矛盾する結果が得られた。ホウ素にアルファ粒子を衝突させることでフレデリックとイレーヌ・ジョリオ＝キュリーは中性子の質量としては大きな値を得たが、カリフォルニア大学のアーネスト・ローレンスのチームは小さな値を得た。その後ナチス・ドイツから亡命しキャベンディッシュ研究所の大学院生であったモーリス・ゴールドハーバーは、チャドウィックに208Tl（当時はトリウム C"として知られていた）の2.6MeVガンマ線により重陽子を光壊変させられることを提案した。
| 2 1D | + | γ | → | 1 H | + | n |
中性子の質量の正確な値はこの過程により決定できる。チャドウィックとゴールドハーバーはこれを試し、うまくいくことがわかった。生成された陽子の運動エネルギーを1.05MeVとして測定し、方程式において中性子の質量を未知とした。陽子と重陽子の質量に使われる値によりこれを1.0084もしくは1.0090原子単位であると計算した（中性子の質量の最新の許容値は1.00866 uである）。中性子の質量は陽子と電子のペアとしては大きすぎだった。
中性子の発見により、遅い中性子を捕獲しその後ベータ崩壊することでウランよりも重い元素を生成することが可能になった。他の原子の原子核に存在する電気力により反発される正に帯電したアルファ粒子とは異なり、中性子はクーロン障壁を超える必要が無いため、ウランなどの重い元素でも原子核に入りこむことができる。これによりエンリコ・フェルミは原子核と低速中性子の衝突により起きる核反応を調査するようになり、この研究で1938年にノーベル賞を受賞した。
チャドウィックが1914年に報告したベータ線の連続スペクトルを説明するために、ヴォルフガング・パウリは1930年12月4日に別の種類の粒子を提案した。ベータ線のエネルギーの全てを説明できるわけではないため、エネルギー保存の法則に反するように見えるが、パウリは未発見の別の粒子が関わっていればこれを矯正することができると主張した。パウリはこの粒子も中性子と呼んだが、明らかにチャドウィックの中性子と同じ粒子ではなかった。フェルミはこれをイタリア語で「小さな中性子」という意味のニュートリノという名前に変えた。1934年、フェルミは原子核から放出された電子は中性子が陽子、電子、ニュートリノに崩壊することにより生成すると説明するベータ崩壊の理論を提案した。ニュートリノは失われたエネルギーを説明できたが、質量が小さく電荷のない粒子は観測が困難であった。ルドルフ・パイエルスとハンス・ベーテはニュートリノは地球を簡単に通過できると計算したため、検出する可能性はわずかであった。フレデリック・ライネスとクライド・カワンは近くの原子炉からの大きな反ニュートリノ流内に検出器を置くことにより、1956年6月14日にニュートリノを確認した。

### リヴァプール
イギリスで大恐慌が始まったため、政府は科学に対する資金提供を控えるようになった。これと同時期にローレンスが発明したサイクロトロンは実験核物理学に革命を起こすことを約束し、チャドウィックはキャベンディッシュ研究所もこれを入手しなければ置いていかれると感じていた。そのため大型で高価な機器がなくても良い核物理学を行うことができるという信念に固執しサイクロトロンを要求したことを断ったラザフォードのもとで苛立ちを感じていた。

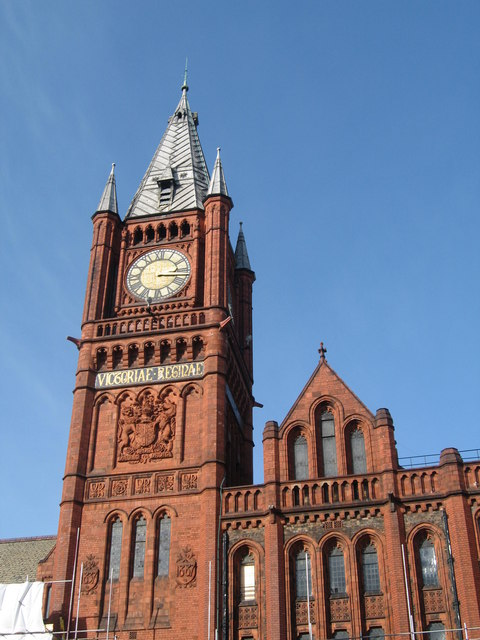
"赤レンガ" リヴァプール大学のVictoria Building

チャドウィック自身はビッグサイエンス全般、特にローレンスの批判をしており、彼のアプローチを不注意なもので科学を犠牲にして技術に焦点を当てていると考えていた。1933年のソルベー会議でローレンスが新しく当時まだ未知の粒子の存在を仮定しこの粒子は無限のエネルギー源である可能性を持つと主張したとき、チャドウィックはこの結果は装置の汚染によるものである可能性が高いと答えた。ローレンスはバークレーで自身の結果を再確認しチャドウィックが正しいことを見つけただけだったが、ラザフォードとオリファントはキャベンディッシュ研究所で研究を行い、重水素が融合しヘリウム3を形成することを発見し、これによりローレンスが観測した効果を生じさせた。これは別の大きな発見であったが、オリファント・ラザフォード粒子加速器は高価で最先端を行く機器であった。
1935年3月、妻の故郷にあるリヴァプール大学の物理学担当(chair)のLyon Jonesの依頼を受け、Lionel Wilberforceに後任となった、実験室は非常に古く直流電流で動いていたが、チャドウィックは1935年1月1日にchairとなると想定してこの機会をつかんだ。大学の名声は1935年11月に発表されたチャドウィックのノーベル賞受賞によりすぐに強化された。彼のメダルは2014年のオークションで329,000ドルで売却された。
チャドウィックはリヴァプール大学がサイクロトロンを取得することに着手した。彼は£700を費やしリヴァプールの古い実験室を改装することから始めたため、いくつかの部品を組織内で作ることができた。大学に2,000ポンドを提供してくれるよう説得することができ、王立協会からさらに2,000ポンドの助成金を得た。サイクロトロンを建設するためにカリフォルニア大学でローレンスと研究をしていた2人の若い専門家、Bernard KinseyとHarold Walkeを連れてきた。地元のケーブルメーカーがコイル用の銅導体を寄付した。サイクロトロンの50トンの磁石はメトロポリタン＝ヴィッカースがTrafford Parkで製造し、同社は真空チャンバも造った。サイクロトロンは1939年7月に完全に設置され稼働した。£5,184という総費用は、チャドウィックが大学や王立協会から受け取った金額を超えたため、残りをノーベル賞の賞金£8,243から支払った。
リヴァプール大学では医学部と理学部が緊密に協力していた。チャドウィックは自動的に両学部の委員となり、1938年にダービー伯爵が長の委員会に指名され、リヴァプールにおけるがん治療の取り決めを調査した。チャドウィックは37インチのサイクロトロンで生成された中性子と放射性同位体は生化学的過程の研究に使うことができ、がんに対抗する武器になる可能性があると予想した。

## 第二次世界大戦

### チューブ・アロイズとMAUD報告
ドイツでは、オットー・ハーンとフリッツ・シュトラスマンはウランに中性子を当て、生成されるものの中により軽い元素であるバリウムが含まれていることに注目した。それまでは質量が同じまたは重い元素のみがこの過程で生成されていた。1939年1月、マイトナーとその甥のオットー・ロベルト・フリッシュはこの結果を説明する論文で物理学のコミュニティを驚かせた。彼らは中性子を当てられたウラン原子がほぼ等しい2つの断片に分裂する可能性があると理論づけ、この過程を分裂(fission)と呼んだ。また、これが約200MeVを放出することを計算し、エネルギー放出が化学反応よりもけた違いに大きいことを示唆し、フリッシュはこの理論を実験的に確認した。ハーンはすぐに、もし核分裂中に中性子が放出されたら連鎖反応が可能になることに気づいた。フランスの科学者Pierre Joliot、Hans von Halban、Lew Kowarskiはすぐに核分裂ごとに複数の中性子が実際に放出されたことを確認した。ボーアはアメリカの物理学者ジョン・ホイーラーと共著した論文で、天然ウランのわずか0.7%を構成するウラン235同位体で核分裂が発生する可能性が高いと理論づけた。

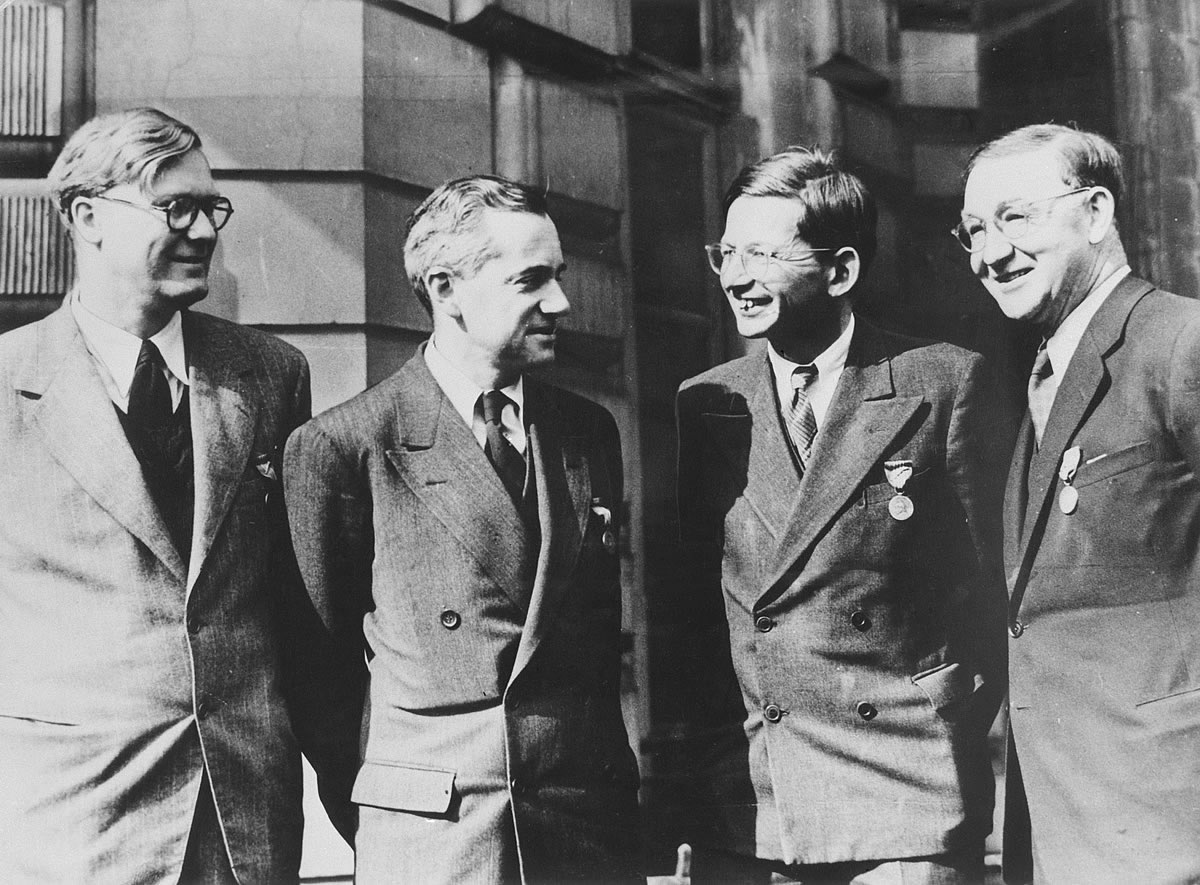
主要なイギリスの物理学者。左からウィリアム・ペニー、オットー・フリッシュ、ルドルフ・パイエルス、ジョン・コッククロフト。自由勲章をつけている。

チャドウィックは1939年にドイツとの間に別の戦争が起こる可能性があるとは考えていなかったため、スウェーデン北部の人里離れた湖に家族を休暇で連れて行っていた。それゆえ第二次世界大戦勃発の知らせは衝撃であった。この戦争では収容所で過ごすことがないよう決心しできるだけ早くストックホルムに向かったが、家族と一緒にそこに着くとストックホルムとロンドン間の全ての航空交通が止まっていた。不定期船でイングランドへ戻った。リヴァプールに着くと、サイクロトロンで働くために来ていたポーランドのポスドク、ジョセフ・ロートブラットがポーランドからの資金を断たれたため貧困状態にあることを知った。チャドウィックは彼の英語の理解力が未熟であったにもかかわらず、すぐに講師として雇った。
1939年10月、チャドウィックは科学技術研究庁の大臣であるエドワード・アップルトンから、原子爆弾の実行可能性に関する意見を求める手紙を受け取った。これには慎重に対応した。彼はその可能性を否定しなかったが、関連する多くの理論的・実際的な困難を注意深く調査した。ロートブラットとともに酸化ウランの特性をさらに調べることにした。1940年3月、バーミンガム大学のオットー・フリッシュとルドルフ・パイエルスはフリッシュ・パイエルスメモとして知られる論文に含まれる理論的問題を再試験した。金属ウランを考察するのではなく、純粋なウラン235の球に何が起こるかを考え、連鎖反応が起こるだけではなくわずか1キログラム (2.2 lb)のウランしか必要とせず大量のダイナマイトに相当するエネルギーを放つかもしれないことを発見した。

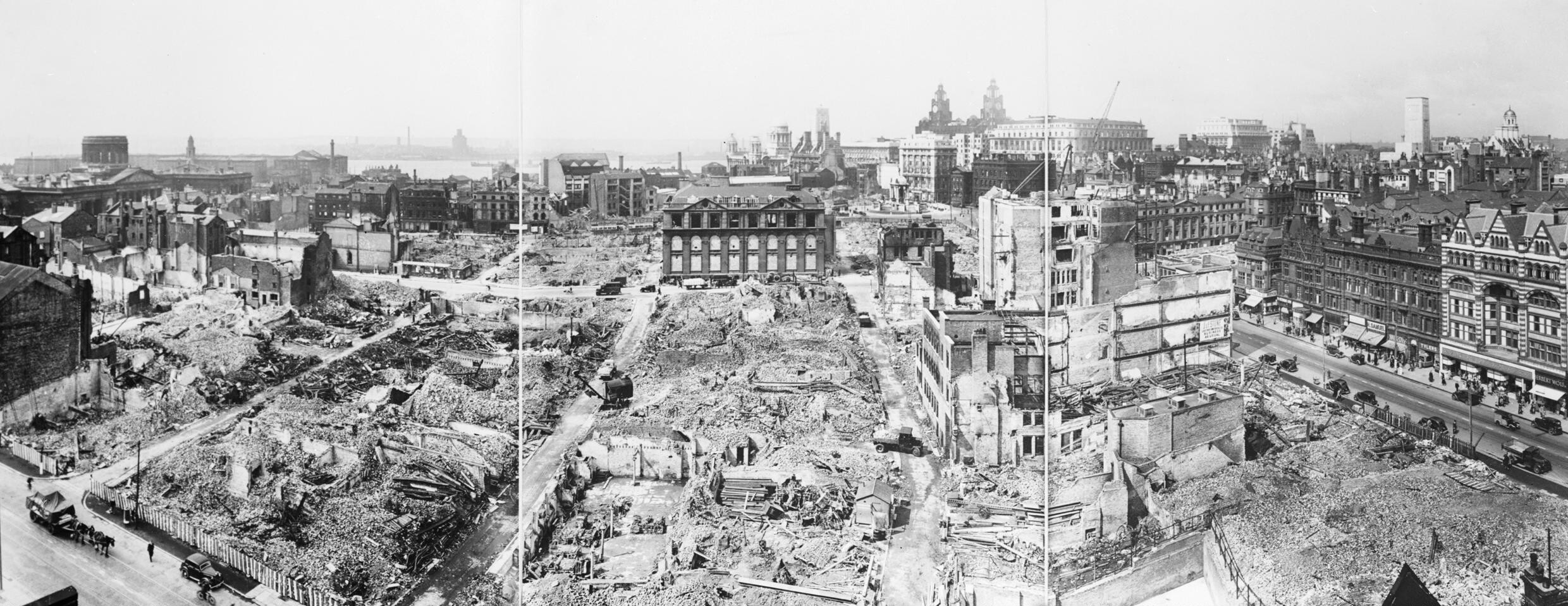
ザ・ブリッツにより荒廃したリヴァプールの一部

この問題をさらに調査するためにMAUD委員会として知られる、空中戦科学調査委員会(CSSAW)の特別な小委員会が設立された。ジョージ・パジェット・トムソンが委員長を務め、最初のメンバーにはチャドウィックやマーク・オリファント、ジョン・コッククロフト、フィリップ・ムーンなどがいた。他のチームはウラン濃縮技術を調査したが、リヴァプールのチャドウィックのチームはウラン235の核断面積の決定に集中した。1941年4月までに、ウラン235の臨界量は8キログラム (18 lb)以下であることが実験的に確認された。この問題に関するチャドウィックの研究は、彼のリヴァプールの実験室の周囲へのドイツ空軍による絶え間ない爆撃により複雑になった。窓はかなり頻繁に吹き飛ばされ、段ボールに置き換えられた。
1941年7月、MAUD報告の最終草案を執筆する人に選出された。この報告は1941年10月にヴァネヴァー・ブッシュがフランクリン・ルーズベルトに対して提出し、アメリカ政府が原子爆弾の追求に数百万ドルを注ぎ込むことになる。ジョージ・B・ぺグラムとハロルド・ユーリーが計画（現在はチューブ・アロイズとして知られる）がどのように進んでいるかを見るためにイギリスを訪れたとき、チャドウィックは彼らに次のように伝えることができた。「爆弾が機能しないということを伝えたかったのですが、機能することを90%確信しています」。
Graham Farmeloは、原爆計画に関する近年の本の中で「チャドウィックは他のどの科学者よりもチャーチルに爆弾を与えた。 ... チャドウィックはほぼ極限まで試されていた」と書いた。チャドウィックは眠れないことを悩み、睡眠薬に頼り、残りの年のほとんどの間飲み続けた。後に「核爆弾は可能であっただけではなく、避けられないものであった。早かれ遅かれこれらのアイデアは私たち固有のものではなかった。誰もがすぐにそれらについて考え、いくつかの国が行動に移すだろう」と気づいたと述べている。ヘルマン・ボンディは当時のイギリスにおける物理学の長老がラザフォードではなくチャドウィックであったことは幸運だったと示唆した。そうでなかったらラザフォードの名声が爆弾の見通しを"looking forward"としたチャドウィックの興味を潰したであろう。

### マンハッタン計画

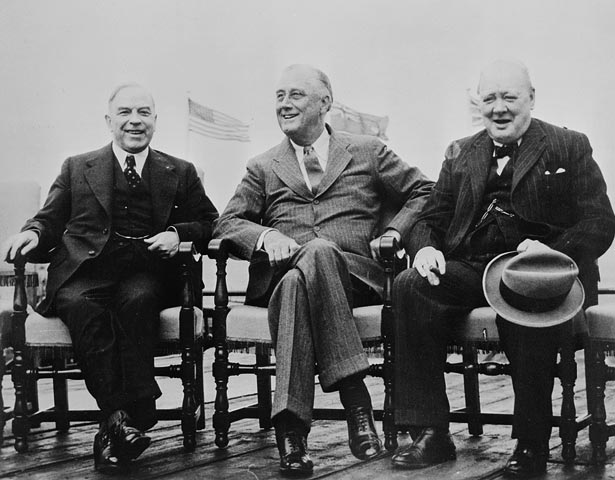
1943年の第1回ケベック会談でのマッケンジー・キング、フランクリン・ルーズベルト、ウィンストン・チャーチル

空爆による危険のため、チャドウィックは政府の避難計画の1つとして双子の娘をカナダへ送った。チューブ・アロイズをカナダへ移すことについては、イギリスが同位体分離プラントにとって良い場所であると考えていたので消極的であった。1942年にこの膨大な労力の範囲がより明確になった。試しの分離プラントでさえ100万ポンド以上かかっており、イギリスの財源に負担をかけた。完全なプラントとなると言うまでもなく2,500万ポンド前後の費用がかかると見積もられた。これはアメリカで建設する必要があった。イギリスが共同計画が必要であると確信したのと同時に、アメリカはチャドウィックの才能を利用したがったが、マンハッタン計画の前進にイギリスの協力はそれほど重要ではないように思われた。
協力の問題は最高水準で取り上げられなければならなかった。1943年9月、イギリス首相のウィンストン・チャーチルとアメリカ大統領のフランクリン・ルーズベルトはケベック協定を交渉し、イギリス、アメリカ、カナダ間の協力が復活した。チャドウィック、オリファント、パイエルス、Simonはマンハッタン計画で働くためにチューブ・アロイズの指導者であったWallace Akersによりアメリカに召喚された。ケベック協定により共同計画を指揮するための新たな統合方針委員会(Combined Policy Committee)が設立された。アメリカ人はAkersを嫌ったため、チャドウィックが統合方針委員会の技術顧問に指名され、British Missionの長となった。
リヴァプールをロートブラットに任せたまま、チャドウィックは1943年11月にマンハッタン計画施設の勤務を始めたが、プルトニウムが作られていたハンフォード・サイトは例外で見ることを許されていなかった。グローヴスに続きウラン爆弾の全てのアメリカの研究および生産施設へアクセスできる2番目の指揮官となった。テネシー州、オーク・リッジにあるK-25気体拡散施設の作業を観察すると、戦中のイギリスでプラントを建設することについて自分が如何に間違っていたかに気づかされた。この巨大構造はドイツ空軍から隠すことはできなかった。1944年初頭、妻と双子の娘とともにニューメキシコ州のロスアラモスに移り、そこではカナダ訛りで話をした。セキュリティ上の理由から、James Chaffeeというカバーネームが与えられた。

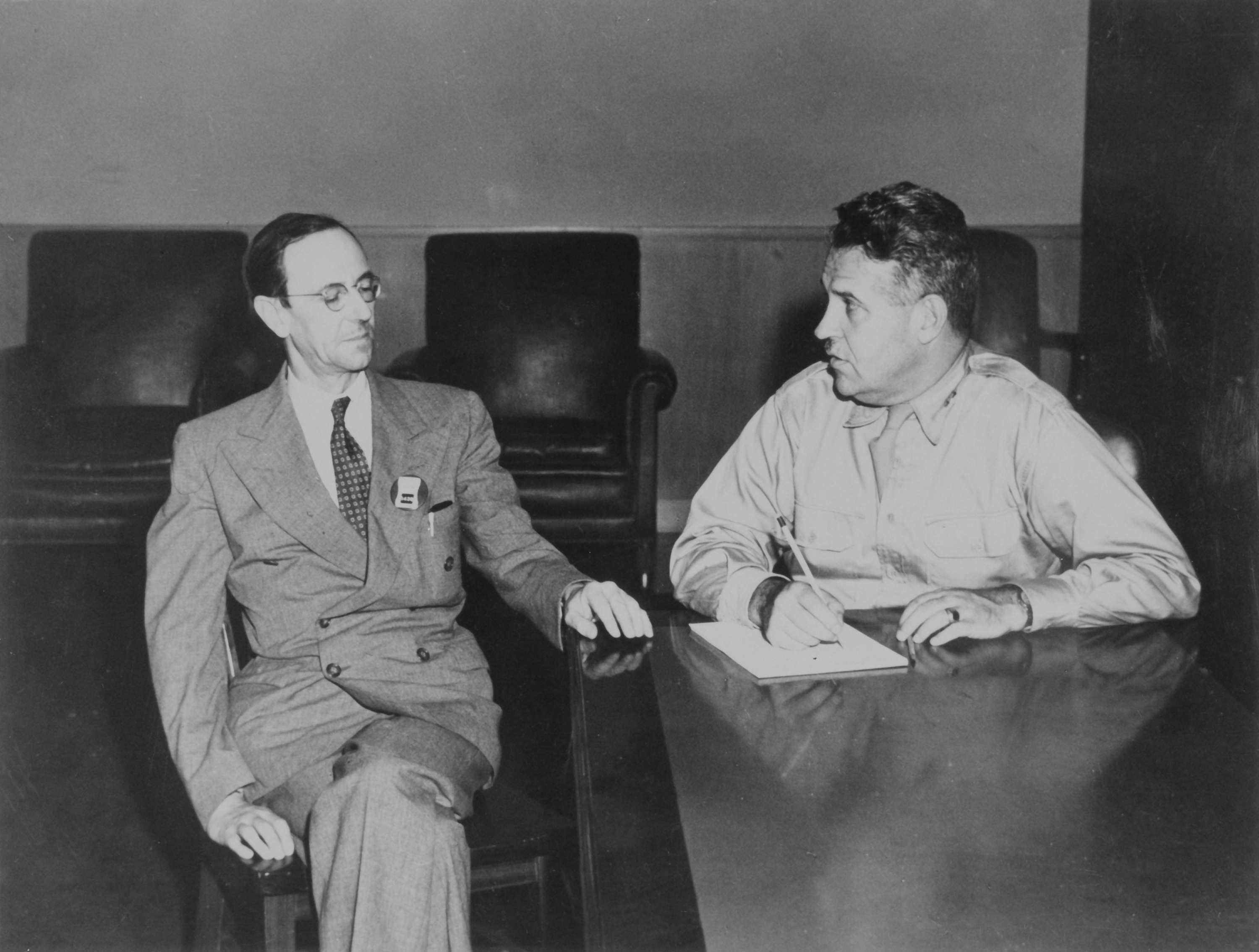
チャドウィック（左）とマンハッタン計画の指導者、レズリー・グローヴス少将

チャドウィックは、アメリカ人はイギリス人の助けを必要としていないが、計画を早期にかつ成功裏に終わらせるためにまだ有用である可能性があるということを受け入れた。マンハッタン計画の指導者であるレズリー・グローヴス少将と緊密に協力して、努力を支持するためにできる限りのことをしようとした。また、チャドウィックが関わる戦後イギリスの核兵器計画を促進するために、計画のできるだけ多くの部分にイギリスの科学者を配置するよう務めた。特定の科学者に対するチャドウィックを介したグローヴスからの要求は、彼らをその時点で雇用している会社、省、大学による即時の拒否になる傾向があり、チューブ・アロイズに与えられた最優先事項によってのみ克服された。結果としてイギリスのチームは計画の成功に不可欠であった。
チャドウィックはイギリスのほかの誰よりもこの計画についての知識を持っていたが、ハンフォード・サイトに行くことはできなかった。Lord Portalは1946年にハンフォードのツアーを提供された。「ここは戦時中にチャドウィックが行くことを拒否された唯一のプラントで、今はグローヴスにPortalに同行できるかどうか尋ねた。グローヴスはできると答えたがそうであるなら『Portalはよく見えないだろう』」。その努力により、1945年1月1日のNew Year Honoursでナイトの称号を得た。チャドウィックはこれはチューブ・アロイズ計画全体の仕事が認められたものと考えていた。
1945年初頭までほとんどの時間をワシントンD.C.で過ごし、1945年4月に家族でロスアラモスからワシントンのDupont Circleの家へ引っ越した。陸軍元帥Henry Maitland Wilsonが日本に対して原爆を使用するというイギリスの同意を与えた7月4日の統合方針委員会の会議や、7月16日のトリニティ実験に出席した。ピットの内部にはポロニウム-ベリリウム変調中性子イニシエーターがあり、これは10年以上前にチャドウィックが中性子を発見するために使用していた手法の発展したものである。New York Timesでマンハッタン計画を取材していた記者のウィリアム・L・ローレンスは「歴史上、人類の運命にこのような効果をもたらすことで自分の発見が実現するのを生きて見た人はいなかった」と書いた。

## 晩年
戦争が終わるとすぐに、原子力諮問委員会(ACAE)に指名された。さらに国連原子力委員会のイギリスの科学顧問にも指名された。同じくACAEの一員であり、イギリスが自身の核兵器を取得する必要があるというチャドウィックの信念に反対するパトリック・ブラケットと衝突したが、最終的にチャドウィックの立場が採用された。1946年にイギリスに戻り、依然として戦時配給と不足に悩まされていることを知る。
このときリヴァプール大学の副総長のSir James Mountfordは、日記にチャドウィックのように「肉体的、精神的にあそこまで疲れた人間を見たことがない」と書いている。彼は「より幸運な男性は決して透かして見ることさえ求められないほどの道徳的決定の深さを測っていた... [そして苦しんだ] ... 科学的仕事から生じる責任のほぼ支えることのできない苦悩に」。
1948年、ゴンヴィル・アンド・キーズ・カレッジの学寮長(Master)になるという申し出を受け入れた。この職は名声のあるものであったが定義があいまいであった。Masterはカレッジの名ばかりの長であったが、実際には権限は13人のフェローの評議会にあり、そのうちの1人がMasterであった。チャドウィックはMasterとしてカレッジのアカデミックな評判を改善するために努力した。研究フェローシップを31から49に増やし、才能のある人をカレッジに取り込もうとした。中国の生化学者曹天欽や、ハンガリー生まれの経済学者Peter Bauerを採用するといった物議を醸した決定もあった。Peasants' Revolt（ワットタイラーの乱）として知られるようになったもので、パトリック・ハドリーにより率いられたフェローは、チャドウィックの旧友を投票して辞めさせBauerに置き換えた。チャドウィックの友人はその後数年間で除外され、自身も1958年11月に退職した。ゴンヴィル・アンド・キーズ・カレッジのPhD学生であったフランシス・クリックとジェームズ・ワトソンがDNAの構造を発見したのは、チャドウィックがMasterを務めていたときであった。
長年にわたりアメリカからの功労賞やドイツからのプール・ル・メリット勲章など多くの栄誉にあずかった。1927年に王立協会フェローに選出され、1946年にオランダ王立芸術科学アカデミーの外国人会員となった。1970年1月1日に「科学に対する奉仕」でCompanion of Honourとなり、バッキンガム宮殿で認証式が行われた。虚弱になりフラットを離れることはほとんどなかったが、80歳の誕生日を祝ってリヴァプールへ旅行に行った。生涯無神論者であり、晩年に宗教的信仰を取り入れる理由が分からなかった。1974年7月24日、睡眠中に亡くなった。
彼の論文はChurchill Archives Centreにより保管され、一般に公開されている。リヴァプール大学にあるチャドウィック研究所は彼にちなんでおり、そのSir James Chadwick Chair of Experimental Physics（実験物理学のジェームズ・チャドウィック・チェア）は1991年に生誕100周年を記念して名づけられた。月のクレーターにも名前が付けられている。マンチェスター大学の化学工学および分析科学部の一部を収容するジェームズ・チャドウィック・ビルは彼の名誉にちなんで名づけられた。イギリス原子力公社の史料編纂官Lorna Arnoldは「物理学者、科学者外交官、そして善良で賢明で人道的な男」と評している。

## 主な受賞歴
- 1932年 ヒューズ・メダル
- 1933年 ベーカリアン・メダル
- 1935年 ノーベル物理学賞[5]。
- 1950年 コプリ・メダル、ファラデー・メダル
- 1951年 フランクリン・メダル

## 参考
- Arnold, Lorna (1998). “A Modest Maker of Modern Physics”. Science 282 (5388):  422. Bibcode: 1998Sci...282..422A. doi:10.1126/science.282.5388.422.  オリジナルの8 August 2014時点におけるアーカイブ。.
- Bacher, Robert F.; Condon, Edward U. (1932). “The Spin of the Neutron”. Physical Review 41 (5):  683–685. Bibcode: 1932PhRv...41..683B. doi:10.1103/PhysRev.41.683.2.
- Bohr, Niels; Wheeler, John A. (1939). “The Mechanism of Nuclear Fission”. Physical Review 55 (5):  426–450. Bibcode: 1939PhRv...56..426B. doi:10.1103/PhysRev.56.426.
- Bondi, Hermann (1997年6月30日). “How the Bomb's Creator Learned to Love the United States”. Times Higher Education Supplement 2014年7月20日閲覧。
- Bromberg, Joan (1971). “The Impact of the Neutron: Bohr and Heisenberg”. Historical Studies in the Physical Sciences 3:  307–341. doi:10.2307/27757321. ISSN 0890-9997. JSTOR 27757321.
- Brown, Andrew (1997). The Neutron and the Bomb: A Biography of Sir James Chadwick. Oxford University Press. ISBN 978-0-19-853992-6
- Bundy, McGeorge (1988). Danger and Survival: Choices about the Bomb in the First Fifty Years. Random House. ISBN 978-0-394-52278-4
- Chadwick, James (1914). “Intensitätsverteilung im magnetischen Spektrum von β-Strahlen von Radium B+C” (German). Verhandlungen der Deutschen Physikalischen Gesellschaft 16:  383–391.
- ; Ellis, Charles D. (1922). “A Preliminary Investigation of the Intensity Distribution in the β-Ray Spectra of Radium B and C”. Proceedings of the Cambridge Philosophical Society 21:  274–280.
- (1932). “Possible Existence of a Neutron”. Nature 129 (3252):  312. Bibcode: 1932Natur.129Q.312C. doi:10.1038/129312a0.
- (1932). “The Existence of a Neutron”. Proceedings of the Royal Society A 136 (830):  692–708. Bibcode: 1932RSPSA.136..692C. doi:10.1098/rspa.1932.0112. JSTOR 95816.
- (1933). “Bakerian Lecture. The Neutron”. Proceedings of the Royal Society A 142 (846):  1–26. Bibcode: 1933RSPSA.142....1C. doi:10.1098/rspa.1933.0152. JSTOR 96108.
- Chadwick, James; Goldhaber, Maurice (1934). “A Nuclear 'Photo-effect': Disintegration of the Diplon by γ rays”. Nature 142 (3381):  237–238. Bibcode: 1934Natur.134..237C. doi:10.1038/134237a0.
- Chadwick, James; Goldhaber, Maurice (1935). “The Nuclear Photoelectric Effect”. Proceedings of the Royal Society A 151 (873):  479–493. Bibcode: 1935RSPSA.151..479C. doi:10.1098/rspa.1935.0162. JSTOR 96561.
- Close, Frank E. (2012). Neutrino. Oxford: Oxford University Press. ISBN 978-0-19-957459-9. OCLC 840096946
- Falconer, Isobel (2004). “Chadwick, Sir James (1891–1974)”. The Oxford Dictionary of National Biography. doi:10.1093/ref:odnb/30912.
- Farmelo, Graham (2013). Churchill's Bomb: How the United States Overtook Britain in the First Nuclear Arms Race. Basic Books. ISBN 978-0-465-02195-6
- Fermi, E. (1968). “Fermi's Theory of Beta Decay (English translation by Fred L. Wilson, 1968)”. American Journal of Physics 36 (12):  1150. Bibcode: 1968AmJPh..36.1150W. doi:10.1119/1.1974382 2013年1月20日閲覧。.
- Frisch, Otto (1939). “Physical Evidence for the Division of Heavy Nuclei under Neutron Bombardment”. Nature 143 (3616):  276. Bibcode: 1939Natur.143..276F. doi:10.1038/143276a0.
- Goldhaber, Maurice (1934). “Spontaneous Emission of Neutrons by Artificially Produced Radioactive Bodies”. Nature 134 (3375):  25. Bibcode: 1934Natur.134...25G. doi:10.1038/134025a0.
- Gowing, Margaret (1964). Britain and Atomic Energy, 1939–1945. Macmillan Publishers. OCLC 3195209
- Hahn, Otto; Strassmann, Fritz (1939). “Über den Nachweis und das Verhalten der bei der Bestrahlung des Urans mittels Neutronen entstehenden Erdalkalimetalle” (German). Die Naturwissenschaften 27 (1):  11–15. Bibcode: 1939NW.....27...11H. doi:10.1007/BF01488241.  オリジナルの15 December 2014時点におけるアーカイブ。.
- von Halban, Hans; Joliot, Frédéric; Kowarski, Lew (1939). “Number of Neutrons Liberated in the Nuclear Fission of Uranium”. Nature 143 (3625):  680. Bibcode: 1939Natur.143..680V. doi:10.1038/143680a0.
- Heilbron, John L.; Seidel, Robert W. (1989). Lawrence and his Laboratory: A History of the Lawrence Berkeley Laboratory. University of California Press. ISBN 978-0-520-06426-3
- Heisenberg, Werner (1932). “Über den Bau der Atomkerne. I” (German). Zeitschrift für Physik 77 (1–2):  1–11. Bibcode: 1932ZPhy...77....1H. doi:10.1007/BF01342433.
- (1932). “Über den Bau der Atomkerne. II” (German). Zeitschrift für Physik 78 (3–4):  156–164. Bibcode: 1932ZPhy...78..156H. doi:10.1007/BF01337585.
- (1933). “Über den Bau der Atomkerne. III” (German). Zeitschrift für Physik 80 (9–10):  587–596. Bibcode: 1933ZPhy...80..587H. doi:10.1007/BF01335696.
- Herken, Gregg (2002). Brotherhood of the Bomb: The Tangled Lives and Loyalties of Robert Oppenheimer, Ernest Lawrence, and Edward Teller. Holt Paperbacks. ISBN 978-0-8050-6589-3
- Hoddeson, Lillian; Henriksen, Paul W.; Meade, Roger A.; Westfall, Catherine L. (1993). Critical Assembly: A Technical History of Los Alamos During the Oppenheimer Years, 1943–1945. Cambridge University Press. ISBN 978-0-521-44132-2
- Holt, John R. (1994). “James Chadwick at Liverpool”. Notes and Records of the Royal Society of London 48 (2):  299–308. doi:10.1098/rsnr.1994.0030. JSTOR 532169.
- Jensen, Carsten (2000). Controversy and Consensus: Nuclear Beta Decay 1911–1934. Birkhäuser. ISBN 978-3-7643-5313-1
- King, Charles D. (1997). “Sir James Chadwick and his Medical Plans for the Liverpool 37-inch Cyclotron”. Medical Historian 9:  43–55.
- Laurence, William L. (1946). Dawn Over Zero: The Story of the Atomic Bomb. Alfred A. Knopf. OCLC 4354887
- Massey, Harrie; Feather, Norman (1976). “James Chadwick. 20 October 1891 – 24 July 1974”. Biographical Memoirs of Fellows of the Royal Society 22:  10–70. doi:10.1098/rsbm.1976.0002. JSTOR 769732.
- Meitner, Lise; Frisch, Otto R. (1939). “Disintegration of Uranium by Neutrons: A New Type of Nuclear Reaction”. Nature 143 (3615):  239–240. Bibcode: 1939Natur.143..239M. doi:10.1038/143239a0.
- Oliphant, M. L. E.; Rutherford, Lord (1933). “Experiments on the Transmutation of Elements by Protons”. Proceedings of the Royal Society A 141 (843):  259–281. Bibcode: 1933RSPSA.141..259O. doi:10.1098/rspa.1933.0117. JSTOR 96218.
- ; Kinsey, B. B.; Rutherford, Lord (1933). “The Transmutation of Lithium by Protons and by Ions of the Heavy Isotope of Hydrogen”. Proceedings of the Royal Society A 141 (845):  722–733. Bibcode: 1933RSPSA.141..722O. doi:10.1098/rspa.1933.0150. JSTOR 96179.
- ; Harteck, P.; Rutherford, Lord (1934). “Transmutation Effects Observed with Heavy Hydrogen”. Proceedings of the Royal Society A 144 (853):  692–703. Bibcode: 1934RSPSA.144..692O. doi:10.1098/rspa.1934.0077. JSTOR 2935553.
- (1974). “James Chadwick”. Physics Today 27 (10):  87–89. Bibcode: 1974PhT....27j..87O. doi:10.1063/1.3128956.
- Rutherford, Ernest; Chadwick, James (1912). “A Balance Method for Comparison of Quantities of Radium and Some of its Applications”. Proceedings of the Physical Society 24:  141–151. Bibcode: 1911PPSL...24..141R. doi:10.1088/1478-7814/24/1/320.
- Sublette, Carey (2006年12月14日). “Polonium Poisoning”.   Nuclear Weapon Archive. 2014年8月1日閲覧。
- Szasz, Ferenc (1992). British Scientists and the Manhattan Project: The Los Alamos Years. St. Martin's Press. ISBN 978-0-312-06167-8
- Weiner, Charles (1969年4月20日). “Interview with Sir James Chadwick”.  American Institute of Physics. 2014年8月5日閲覧。
- Whaling, Ward (2009). Robert F. Bacher 1905–2004. Biographical Memoirs of the National Academy of Sciences. National Academy of Sciences.  オリジナルの31 May 2014時点におけるアーカイブ。 2013年3月22日閲覧。
- Zhang, Youshang (2010). “In memory of Professor Tianqin Cao (Tien-chin Tsao)”. Protein & Cell 1 (6):  507–509. doi:10.1007/s13238-010-0074-2. PMC 4875321. PMID 21246905.  オリジナルの10 August 2014時点におけるアーカイブ。.

## 関連文献
- “Sir James Chadwick, F.R.S.”. Nature 161 (4103):  964. (1948). Bibcode: 1948Natur.161Q.964.. doi:10.1038/161964a0.
- “Sir James Chadwick, C.H., LL.D., F.R.S.: 80th birthday”. Contemporary Physics 13 (3):  310. (1972). Bibcode: 1972ConPh..13..310.. doi:10.1080/00107517208205684.
- Rutherford, Ernest; Chadwick, James; Ellis, Charles D. (2010). Radiation from Radioactive Substances (Reprint of 2nd ed.). Cambridge University Press. ISBN 978-1-108-00901-0